# Totally Wicked Stadium
Totally Wicked Stadium (do 2016  Langtree Park) – zlokalizowany w angielskim St Helens stadion przeznaczony do rugby league, którego właścicielem jest St. Helens Rugby Football Club.

## Historia
W pierwszych latach XX wieku potrzeba przeniesienia się St. Helens R.F.C. na nowy stadion zaczęła przybierać na sile. Podczas gdy ligowi rywale rozgrywali swoje mecze na nowocześniejszych i mogących pomieścić więcej widzów obiektach, „Saints” grali na przynoszącym straty, blisko 120-letnim obiekcie, jakim był stadion Knowsly Road. Także sama liga zapowiedziała wprowadzenie do procesu licencyjnego kwestii związanych z udogodnieniami dostępnymi na stadionach.
Po czterech latach pracy, w połowie 2007 roku plany budowy autorstwa Barr Construction zostały przedstawione opinii publicznej i do lipca 2008 roku zostały zatwierdzone przez władze miejskie oraz rząd regionalny. Projekt zakładał budowę stadionu oraz sąsiadującego z nim centrum handlowego jako część planu regeneracji położonego w pobliżu centrum miasta terenu byłej rozlewni o powierzchni ponad 18,5 ha (46 akrów).
Zgodnie z harmonogramem ostatni mecz na starym stadionie rozegrano 5 września 2010 roku, a przeciwnikiem „Saints” był zespół Castleford Tigers. Wobec tego faktu pierwotny plan zakładał, że roboty przy budowie nowego stadionu rozpoczną się w połowie 2009 i potrwają około 18 miesięcy, dzięki czemu zawodnicy będą mogli wybiec na murawę nowego obiektu jeszcze w 2010 roku. Z czasem datę otwarcia przesunięto na luty 2011, jednak i ten termin okazał się niemożliwy do spełnienia. Prace rozpoczęły się dopiero 23 sierpnia 2010, a zakończyły się po 14 miesiącach, w październiku 2011 roku. Za budowę odpowiadało przedsiębiorstwo Langtree Group, które następnie zostało sponsorem tytularnym obiektu. 
Koszt budowy szacowano na 21 mln funtów, jednak po ukończeniu prac kwota ta wyniosła – w zależności od przytaczanego źródła – się od 20 do 30 mln funtów. Budowę stadionu sfinansowano dzięki emisji nowej serii akcji klubu, wzniesieniu wielkopowierzchniowego sklepu w pobliżu nowego obiektu oraz sprzedaży terenu po Knowsley Road pod budownictwo mieszkaniowe. Opłacono w ten sposób koszty budowy oraz 999-letniej dzierżawy gruntu – sam stadion w pełni stanowi własność klubu.
Ukończony w 2011 roku stadion może pomieścić 18 tys. widzów – oprócz 11 tys. krzesełek przewidziano również miejsce dla 7 tys. osób na stojących trybunach zlokalizowanych za bramkami. Przy jednym z wejść ustawiono wykonaną z brązu figurę byłego kapitana St. Helens, Keirona Cunninghama.
Pierwszy mecz na Langtree Park rozegrano 20 stycznia 2012 roku. Przeciwnikiem w tym historycznym pojedynku był zespół Widnes Vikings, który w przez cały rok 2011 gościł „Saints” na swoim obiekcie.
Począwszy od 2017 roku, wraz ze zmianą sponsora tytularnego obiekt przemianowano na „Totally Wicked Stadium”.

## Inne zastosowania
Prócz spotkań ligowych, w 2013 roku stadion był areną jednego spotkania Pucharu Świata w Rugby League, pomiędzy Australią a Fidżi.
Począwszy od marca 2012 roku na stadionie większą część swoich spotkań rozgrywają młodzieżowe zespoły piłkarskiego klubu Liverpool F.C. – młodzi „the Reds” na Langtree Park rywalizowali nie tylko w ramach rozgrywek krajowych, ale też NextGen Series czy Ligi Młodzieżowej.
Poza zastosowaniami typowo sportowymi, stadion pełni również funkcje reprezentacyjne i bankietowe, do których wykorzystywane są restauracja i sale konferencyjne zlokalizowane wewnątrz obiektu.